# Shaban Nditi
Shaban Nditi (sinh năm 1983) là một cầu thủ bóng đá người Tanzania thi đấu cho Mtibwa Sugar FC và cho đội tuyển quốc gia Tanzania.